# Accord de libre-échange entre le Canada et la Colombie

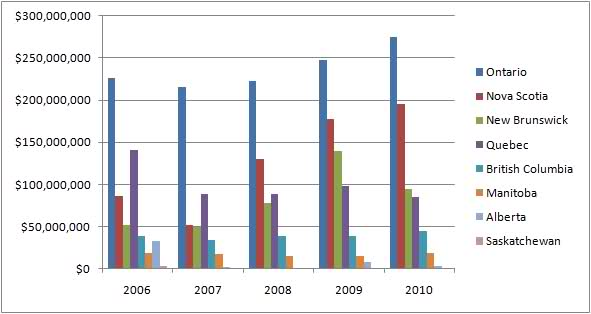
Graphique de l'accord de libre-échange entre le Canada et la Colombie

L'accord de libre-échange entre le Canada et la Colombie (ALECJ) est un accord de libre-échange signé le 21 novembre 2008 et entré en vigueur le 1er octobre 2012. Les négociations pour cet accord se sont terminées le 7 juin 2007. Deux accords sur l'environnement et sur le droit du travail ont suivi cet accord en entrant en vigueur le 15 août 2011.
L'accord vise notamment à supprimer les droits de douane entre les deux pays sur une large partie des produits dont les matières premières agricoles,. Il comprend également des dispositions sur la protection des investissements.
L'accord est notamment critiqué au Canada de par la guerre civile et la situation sécuritaire compliquée en Colombie qui ne permet pas d'assurer de manière entière le droit des personnes,.